# العلاقات الألبانية الأرجنتينية
العلاقات الألبانية الأرجنتينية هي العلاقات الثنائية التي تجمع بين ألبانيا والأرجنتين.

## مقارنة بين البلدين
هذه مقارنة عامة ومرجعية للدولتين:
| وجه المقارنة                                              | ألبانيا                                                    | الأرجنتين                                               |
| --------------------------------------------------------- | ---------------------------------------------------------- | ------------------------------------------------------- |
| المساحة (كم2)                                             | 28.75 ألف                                                  | 2.78 مليون                                              |
| عدد السكان (نسمة)                                         | 3.02 مليون                                                 | 44.27 مليون                                             |
| الكثافة السكانية (ن./كم²)                                 | 105.04                                                     | 15.92                                                   |
| العاصمة                                                   | تيرانا                                                     | بوينس آيرس                                              |
| اللغة الرسمية                                             | اللغة الألبانية                                            | اللغة الإسبانية                                         |
| العملة                                                    | ليك ألباني                                                 | البيزو الأرجنتيني 1983 ‏، بيزو أرجنتيني، أسترال أرجنتيني |
| الناتج المحلي الإجمالي (بليون دولار)                      | 13.04 مليار                                                | 637.59 مليار                                            |
| الناتج المحلي الإجمالي (تعادل القوة الشرائية) بليون دولار | 33.17 مليار                                                | 883.02 مليار                                            |
| الناتج المحلي الإجمالي الاسمي للفرد دولار أمريكي          | 3.94 ألف                                                   | 13.43 ألف                                               |
| الناتج المحلي الإجمالي للفرد دولار أمريكي                 | 11.11 ألف                                                  |                                                         |
| مؤشر التنمية البشرية                                      | 0.764                                                      | 0.827                                                   |
| رمز المكالمات الدولي                                      | +355                                                       | +54                                                     |
| رمز الإنترنت                                              | .al                                                        | .ar                                                     |
| المنطقة الزمنية                                           | توقيت وسط أوروبا، ت ع م+01:00، ت ع م+02:00، أوروبا/تيرانا ‏ | 00                                                      |

## منظمات دولية مشتركة
يشترك البلدان في عضوية مجموعة من المنظمات الدولية، منها:
| علم المنظمة | اسم المنظمة                               | تاريخ انضمام ألبانيا | تاريخ انضمام الأرجنتين |
| ----------- | ----------------------------------------- | -------------------- | ---------------------- |
|             | الاتحاد البريدي العالمي                   | ?                    | ?                      |
|             | مؤسسة التنمية الدولية                     | 15 أكتوبر 1991       | 3 أغسطس 1962           |
|             | منظمة حظر الأسلحة الكيميائية              | ?                    | ?                      |
|             | منظمة التجارة العالمية                    | ?                    | ?                      |
|             | الأمم المتحدة                             | 14 ديسمبر 1955       | 24 أكتوبر 1945         |
|             | وكالة ضمان الاستثمار متعدد الأطراف        | 15 أكتوبر 1991       | 11 فبراير 1992         |
|             | منظمة الشرطة الجنائية الدولية             | ?                    | ?                      |
|             | مؤسسة التمويل الدولية                     | 15 أكتوبر 1991       | 13 أكتوبر 1959         |
|             | الاتحاد الدولي للاتصالات                  | 2 يونيو 1922         | 1889                   |
|             | البنك الدولي للإنشاء والتعمير             | 15 أكتوبر 1991       | 20 سبتمبر 1956         |
|             | المركز الدولي لتسوية المنازعات الاستشارية | 14 نوفمبر 1991       | 18 نوفمبر 1994         |
|             | يونسكو                                    | 16 أكتوبر 1958       | 15 سبتمبر 1948         |

## أعلام
هذه قائمة لبعض الشخصيات التي تربطها علاقات بالبلدين:
- فاليريا ماتزا (17 فبراير 1972[18] – )
- ماتيو موساشيو (لاعب كرة قدم أرجنتيني، 26 أغسطس 1990[19] – )

## وصلات خارجية
- موقع وزارة الخارجية الألبانية
- موقع وزارة الخارجية الأرجنتينية